# Madhyattus jabalpurensis
Madhyattus jabalpurensis is een spinnensoort uit de familie springspinnen (Salticidae). De soort komt voor in India.